# Tlaxcala (delstat)
Tlaxcala är en av Mexikos delstater och är belägen i den centrala delen av landet. Den är landets till ytan minsta delstat och har 1 104 580 invånare (2007) på en yta av 4 016 km². De största storstadsområdena hittar man runt staden Tlaxcala, som är delstatens administrativa huvudort, samt Apizaco